# Экстраординарная
Экстраординарная (англ. Extraordinary, встречается также перевод названия «Невероятная») — британский супергеройский комедийный телесериал, созданный Эммой Моран. Премьера сериала состоялась 25 января 2023 года на платформах Disney+ Star (международная), Star+ (в Латинской Америке) и Hulu (в США). Сериал получил положительные отзывы критиков и был продлён на второй сезон 23 января 2023 года — за два дня до выхода первого эпизода. Премьера второго сезона сериала на платформах состоялась 6 марта 2024 года.

## Актёры и персонажи

### Основной состав
- Мэйрид Тайерс — Джен Риган, 25-летняя сотрудница магазина маскарадных костюмов «Party Hamlet». В отличие от остальных персонажей сериала, не имеет никакой суперсилы и не может с этим смириться.
- София Оксенхэм —  Кэрри Джексон, лучшая подруга Джен, живёт с ней в одной квартире. Обладает суперспособностью вызывать души умерших и на время «вселять» их в своё тело. Работает помощницей в юридической фирме, где часто выполняет роль «проводника» для общения с умершими клиентами. В первом сезоне состояла в отношениях с Кэшем.
- Билал Хасна[англ.] — Кэш, парень Кэрри (в первом сезоне), живёт вместе с ней и Джен. Обладает суперспособностью перематывать время. Мечтает стать «серьёзным» супергероем.
- Люк Ролласон[англ.] — Кончелорд / Джизлорд (англ. Jizzlord), настоящее имя — Роберт Клаттон, оборотень. Возраст — 31 год. Несколько лет жил в теле кота. Джен на улице приняла его за обыкновенного кота, приютила и дала имя. Случайно превратившись обратно в человека, оборотень понял, что практически не помнит своей «прошлой» жизни.

### Второстепенные персонажи
- Шиван МакСуини[англ.] — Мэри, мама Джен. Суперспособность — дистанционно управлять любыми гаджетами.
- Робби Джи[англ.] — Иэн, отчим Джен. Суперспособность — считывать подлинные эмоции других людей.
- Сафия Окли-Грин[англ.] — Энди, сводная младшая сестра Джен. Суперспособность — повышенная физическая сила.
- Нед Портеус[англ.] — Люк, парень, с которым время от времени встречается Джен. Суперспособность — умение летать.
- Дарси Портер-Кэссиди — Энджи, начальница Джен в магазине. Суперспособность — в возрасте более 50 лет выглядит как маленькая девочка.
- Эрос Влахос — Гордон, парень, с которым Джен ходила на свидание. Суперспособность — доводить других до оргазма одним прикосновением.
- Ардал О'Хэнлон[англ.] — Мартин, покойный отец Джен (озвучивание).
- Сэм Хейгарт — Себ. Суперспособность — призывать морских тварей.
- Крис Лью Кум Хой — Грегор. Суперспособность — высокая скорость перемещения.
- Шон Мэйсон — Рэндалл. Суперспособность — встроенный в его тело 3D-принтер.
- Абрахам Попула — Эйд. Суперспособность — умение проходить сквозь некоторые твёрдые объекты.
- Джошуа Лис — парень, умеющий превращать всё в PDF.
- Патриша Эллисон — Ханна, девушка, с которой Джен познакомилась в клинике.
- Рейс Дэниел — водитель такси. Суперспособность — предсказывать обстоятельства смерти других людей.
- Роза Робсон[англ.] — Нора, бывшая жена Кончелорда. Суперспособность — телепатия.
- Джулиан Бэррэтт — Джордж, специалист клиники, в которую обратилась Джен. Суперспособность — проникать в пространство разума других людей.
- Кваку Миллс — Кларк, коллега Кэрри. Суперспособность — клонирование самого себя.

## Работа над сериалом
Эмма Моран приступила к созданию сериала во время учёбы в магистратуре сценарного факультета Манчестерского университета, которую окончила в 2020 году. «Экстраординарная» — один из первых британских сериалов, выпущенных студией Disney+ под брендом Star. Актёрский состав сериала был объявлен в декабре 2021 года. Основная часть съёмок проходила в Лондоне.
Первый сезон сериала включил в себя восемь серий. Его премьера состоялась 25 января 2023 года. 6 марта 2024 года на стриминговых платформах вышел второй сезон.

## Список эпизодов

### Сезоны
| Сезон | Серии | Серии | Даты показа    | Даты показа    |
| ----- | ----- | ----- | -------------- | -------------- |
| 1     | 8     | 8     | 25 января 2023 | 25 января 2023 |
| 2     | 8     | 8     | 6 марта 2024   | 6 марта 2024   |

### Сезон 1 (2023)
| № общий | № в сезоне | Название                                                            | Режиссёр          | Автор сценария | Дата премьеры  |
| --- | ---------- | ------------------------------------------------------------------- | ----------------- | -------------- | -------------- |
| 1 | 1          | «Have Nots» «Неимущие»                                              | Тоби МакДональд   | Эмма Моран     | 25 января 2023 |
| Действие происходит в мире, где каждый получает суперспособность в возрасте 18 лет. 25-летняя Джен — единственная из всех своих знакомых, кто до сих пор не получил никакой суперсилы. |            |                                                                     |                   |                |                |
| 2 | 2          | «Magic Bullets» «Волшебные пули»                                    | Тоби МакДональд   | Эмма Моран     | 25 января 2023 |
| Друзья подвергают Джен различным формам стресса, чтобы спровоцировать появление у неё суперсилы. Джен внезапно узнаёт, что кот, которого она взяла с улицы — оборотень, несколько лет проживший в теле кота.                                                                              |            |                                                                     |                   |                |                |
| 3 | 3          | «Dead End Jobs» «Карьерный тупик»                                   | Тоби МакДональд   | Эмма Моран     | 25 января 2023 |
| Кэрри по просьбе клиентов вызывает дух умершего музыканта, но сталкивается с мизогинией с его стороны и просит помощи Джен. Кэш проводит отбор в свою «команду мстителей», а Кончелорд пытается снова научиться быть человеком.                                                           |            |                                                                     |                   |                |                |
| 4 | 4          | «Pet Project» «Проект “Кот”»                                        | Тоби МакДональд   | Эмма Моран     | 25 января 2023 |
| Джен пытается помочь Кончелорду восстановить провалы в памяти. Кэрри хочет добиться близости от Кэша, но он совсем не уделяет ей внимания, так как занят подготовкой к запуску «команды мстителей».                                                                                       |            |                                                                     |                   |                |                |
| 5 | 5          | «The Jen Show» «Шоу Джен»                                           | Дженнифер Шеридан | Эмма Моран     | 25 января 2023 |
| На встрече выпускников школы Джен и Кэрри встречают свою одноклассницу, которая умеет читать воспоминания других людей. Она показывает Кэрри, какой плохой подругой была Джен в школьные годы. Дебют «команды мстителей» Кэша провалился, и Кончелорд пытается его утешить.               |            |                                                                     |                   |                |                |
| 6 | 6          | «The Real Power Is The Friends We Made» «Настоящая сила — в дружбе» | Надира Амрани     | Эмма Моран     | 25 января 2023 |
| Кончелорд пытается помирить Джен и Кэрри, но Джен уже нашла новую подругу, у которой тоже нет суперсилы. Кэш разыскивает своих товарищей по «команде мстителей», чтобы извиниться перед ними.                                                                                             |            |                                                                     |                   |                |                |
| 7 | 7          | «The Merry Monarch» «Королевская ночь»                              | Дженнифер Шеридан | Эмма Моран     | 25 января 2023 |
| В поиске лёгких денег Джен записывает Кончелорда на кошачью выставку. Кэш отменяет запланированный романтический вечер с Кэрри и снова собирает «команду мстителей», чтобы ловить преступников. В отместку Кэрри проводит вечер с духом умершего короля.                                  |            |                                                                     |                   |                |                |
| 8 | 8          | «Surprise!» «Сюрприз!»                                              | Дженнифер Шеридан | Эмма Моран     | 25 января 2023 |
| Джен не понимает, как дальше строить отношения с Кончелордом. Кэрри пытается расстаться с Кэшем, но он каждый раз перематывает время назад, чтобы избежать неприятного разговора. В конце эпизода маленький мальчик видит Кончелорда в магазине и говорит маме, что он похож на его папу. |            |                                                                     |                   |                |                |

### Сезон 2 (2024)
| № общий | № в сезоне | Название                                                                                         | Режиссёр          | Автор сценария | Дата премьеры |
| --- | ---------- | ------------------------------------------------------------------------------------------------ | ----------------- | -------------- | ------------- |
| 9 | 1          | «The Void» «Бездна»                                                                              | Тоби МакДональд   | Эмма Моран     | 6 марта 2024  |
| Джен и Кончелорд не знают, что делать с «тайной семьёй» Кончелорда. Кэш и Кэрри с трудом переживают расставание. Джен начинает посещать специалиста, который должен помочь найти её суперсилу. |            |                                                                                                  |                   |                |               |
| 10 | 2          | «Hello Stranger» «Привет, незнакомец»                                                            | Тоби МакДональд   | Эмма Моран     | 6 марта 2024  |
| Джен вынужденно знакомится с женой Кончелорда Норой и его сыном Альфи. Выясняется, что у Норы есть скрытые мотивы. Кэрри заставляет Кэша найти нормальную работу. |            |                                                                                                  |                   |                |               |
| 11 | 3          | «The Exorcism of Carrie Jackson» «Экзорцизм Кэрри Джексон»                                       | Тоби МакДональд   | Эмма Моран     | 6 марта 2024  |
| Кэрри теперь свободна от отношений, и Джен призывает её найти «развратный» наряд на Хэллоуин. Кэрри вызывает дух голливудской звезды, и вскоре дух овладевает ею. Джен и Кэш пытаются выгнать дух и проводят сеанс экзорцизма. Кончелорд, подавленный возвращением к своей старой жизни, на ночь снова становится котом и попадает в неприятное приключение. |            |                                                                                                  |                   |                |               |
| 12 | 4          | «Ready to Rumble» «Готовься к бою»                                                               | Тоби МакДональд   | Эмма Моран     | 6 марта 2024  |
| На презентации новой книги Норы между ней и Джен снова завязывается ссора. Тем временем Кончелорд пытается наладить отношения с бывшим лучшим другом, которого совсем не помнит. Кэрри на вечеринке знакомится с человеком-невидимкой, а Кэш переживает творческий кризис.                                                                                   |            |                                                                                                  |                   |                |               |
| 13 | 5          | «Meet the Parent» «Знакомство с родителем»                                                       | Дженнифер Шеридан | Эмма Моран     | 6 марта 2024  |
| Джен рассказывает своему терапевту о недавнем семейном ужине и тщетной попытке сблизиться со своей мамой. Чтобы убедить Нору, что Джен — хороший человек, Кончелорд составляет список плюсов и минусов Джен. Кэрри и Кэш помогают друг другу найти новую пару, но всё идёт немного не по их плану.                                                           |            |                                                                                                  |                   |                |               |
| 14 | 6          | «Jen V Nora: Ultimate Showdown» «Финальная битва Джен и Норы»                                    | Дженнифер Шеридан | Эмма Моран     | 6 марта 2024  |
| Джен и Кончелорд идут на день рождения Альфи, где у Джен опять происходит стычка с Норой. В шоке от того, что её бывший парень теперь в новых отношениях, Кэрри устраивает вечеринку по этому поводу. Оставшись с Норой, Кончелорд узнаёт, что стало причиной его провалов в памяти.                                                                         |            |                                                                                                  |                   |                |               |
| 15 | 7          | «Be the Daddy You Want to See in the World» «Будь тем папой, которого хочешь видеть в этом мире» | Дженнифер Шеридан | Эмма Моран     | 6 марта 2024  |
| Джен прорабатывает «отцовские проблемы», и её отец говорит, что им следует встречаться реже. После того, как Джен «перешла черту», она разрешает Кончелорду изменить ей. Кэрри и Кэш понимают, что скучают друг по другу, и хотели бы снова стать друзьями.                                                                                                  |            |                                                                                                  |                   |                |               |
| 16 | 8          | «Well, Goodbye Forever» «Что ж, прощай навсегда»                                                 | Дженнифер Шеридан | Эмма Моран     | 6 марта 2024  |
| Кэш проводит премьеру своего мюзикла «Мстители». Терапевт наконец говорит Джен, что ей нужно сделать, чтобы открыть свою суперсилу. После вечеринки Джен отправляется к Бездне, чтобы по просьбе мамы выбросить туда старую микроволновку. |            |                                                                                                  |                   |                |               |

## Награды и номинации
| Год  | Результат | Категория                                | Премия                                           | Номинант       |
| ---- | --------- | ---------------------------------------- | ------------------------------------------------ | -------------- |
| 2024 | Победа    | Лучший сценарий комедийного сериала      | RTS Programme Awards                             |                |
| 2024 | Номинация | Лучшая женская роль в комедийном сериале | RTS Programme Awards                             | Мэйрид Тайерс  |
| 2024 | Номинация | Лучшая женская роль в комедийном сериале | Премия Британской Академии в области телевидения | Мэйрид Тайерс  |
| 2024 | Номинация | Лучшая женская роль в комедийном сериале | Премия Британской Академии в области телевидения | София Оксенхэм |
| 2024 | Номинация | Лучший сценарий комедийного сериала      | Премия Британской Академии в области телевидения |                |
| 2025 | Номинация | Лучшая мужская роль в комедийном сериале | Премия Британской Академии в области телевидения | Билал Хасна    |